# Hadena literata
Hadena literata is een vlinder uit de familie van de uilen (Noctuidae). De wetenschappelijke naam van de soort is voor het eerst geldig gepubliceerd in 1840 door Fischer de Waldheim.